# Die Verschwörung der Gleichen (Ehrenburg)

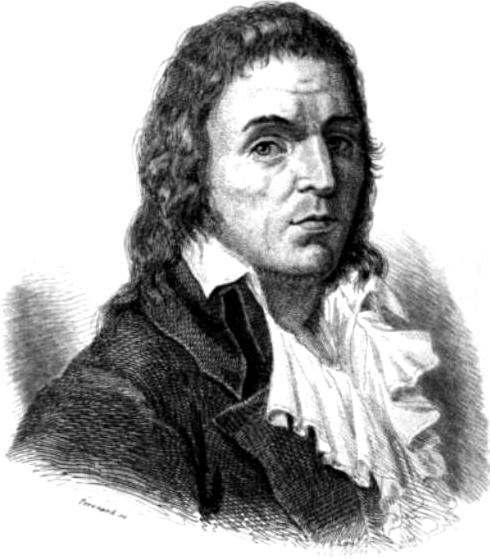
Babeuf

Die Verschwörung der Gleichen (russ. Заговор равных, Sagowor rawnych) ist ein historischer Roman des russischen Schriftstellers Ilja Ehrenburg über Gracchus Babeuf (1760–1797). Das Werk entstand im zeitigen Frühjahr 1928 in Paris und erschien im selben Jahr im Verlag Petropolis in Berlin und Riga. In der Sowjetunion wurde der Roman 1928 im November- und Dezemberheft der Literaturzeitschrift Krasnaja now abgedruckt. In Buchform wurde der Text in Moskau anno 1964 im Bd. 3 der Gesammelte Werke Ilja Ehrenburgs in neun Bänden veröffentlicht. Die Übersetzung von Hans Ruoff kam 1929 auf dem deutschsprachigen Buchmarkt in Berlin heraus.
Der selbstlose Babeuf und der düstere Darthé enden unter der Guillotine. Ilja Ehrenburg schließt seinen Roman mit Verweis auf den Sieg des Direktoriums über die Sansculotten: „… die Revolution ist … beendet“. Obwohl in dem Zusammenhang nicht erwähnt, denkt der Leser an einen aufsteigenden Stern; an den im Text mehrfach erwähnten General Bonaparte.

## Inhalt
Die Handlung läuft vom 17. Februar 1795 bis zum 27. Mai 1797 hauptsächlich in Paris und auch in Vendôme. Freilich wird zurückgeblendet, zum Beispiel ins Jahr 1787. Der 27-jährige naive Feldmesser François Babeuf, Verfasser des Buches Der ewige Kataster, liest in Arras die Enzyklopädisten und ermittelt in den Archiven zu Grenzstreitigkeiten der habsüchtigen Feudalherren der Pikardie sowie des Artois. Familienvater Babeuf, zu der Zeit politisch noch ein unbeschriebenes Blatt, mit der ungebildeten ehemaligen Zofe Maria verheiratet, schreibt an Dubois de Fosseux, den Sekretär der Akademie Arras, „eine große Revolution“ sei „notwendig“. Die kommt. Babeuf geht nach Paris und erlebt am 22. Juli 1789 Abscheuliches. Das rachedurstige Volk hält Gericht. Foullon wird im Pariser Königswinkel an einer eisernen Laterne am Grèveplatz, Ecke Rue Vannerie aufgeknüpft. Dem  Finanzminister, der zu Lebzeiten die Armen mit Gras füttern wollte, wird der Kopf abgehackt und ein Büschel Heu in den Mund gesteckt. Babeufs zaghafter Einspruch wird vom Mob mit Gelächter beantwortet. Drei Monate hält es Babeuf in der Stadt an der Seine aus. Dann kehrt er ins heimatliche Roye zurück. Im nicht weit entfernten Noyon hat er einen Bewunderer – den Drucker Devin. Babeufs publizierte Ideen „Recht auf Arbeit, Verteilung des Grundbesitzes“ und „Kampf gegen Luxus“ gefallen den Herrschenden nicht. Er lernt ein Pariser Gefängnis nach dem andern von innen kennen. Babeuf wird immer wieder freigelassen. Nicht faul, verbrennt der ehemalige Häftling Adelswappen und Königsbilder. Der Freundeskreis vergrößert sich. Der Sonderling Sylvain Maréchal macht den Bürger Babeuf zum Ernährungskommissar von Paris. Seine Feinde sähen Babeuf gern wieder hinter Gittern. Der Kommissar ist nicht bestechlich. Ein anderer Haftgrund wird 1794 gesucht und gefunden. Aber noch im selben Jahr wird Babeuf freigelassen und schreibt ein Pamphlet gegen Carriers „Arbeit“ in Nantes. Der schreibfleißige, rasende, unversöhnliche François Babeuf bringt die Zeitung Der Volkstribun heraus, nennt sich in dem Blatt Gracchus Babeuf und schmäht den Konvent. Der Wohlfahrtsausschuss will Babeuf verhaften lassen. Er kann aber nicht gefasst werden. Die Zeitung wird trotz Verbot weiter gedruckt und von den hungernden Armen gelesen. Wieder in Haft, verfasst der inzwischen 34-Jährige das Sendschreiben des Volkstribuns an alle Sansculotten von Paris.
Babeufs Töchterchen verhungert. Wieder in Freiheit, fordert Babeuf in seinem Blatt die Gleichheit, die „Aufhebung des Reichtums, allgemeine Arbeitspflicht und staatliche Kontrolle über alle Arbeiten“. Babeuf taucht unter. Der Volkstribun wird illegal gedruckt. Maria Babeuf wird verhaftet. Aufständische Royalisten erschrecken das Direktorium. Darauf dürfen Babeufs Anhänger die Gesellschaft der Freunde der Republik – auch Panthéon-Gesellschaft, nach der Ruhmeshalle in der Nähe des geheimen Tagungsortes in der Gruft der Heiligen Genoveva benannt – gründen. Die Polizei verfolgt Babeuf. Er muss sich in der Gruft von seinen nächsten Mitstreitern  Darthé, Buonarroti, Germain und Lepeletier vertreten lassen. Beraten wird über die Frage: „Wie könnte man nur dieses verbrecherische Direktorium stürzen?“ Der Polizeiminister glaubt den Spitzelberichten und stuft die Panthéon-Gesellschaft als regierungsfeindlich ein. Barras ordnet an: die Gesellschaft schließen, doch niemand verhaften. General Bonaparte führt den Befehl am 27. Februar 1796 aus. Die Schließung verstreut die „Gleichen“ über fast sämtliche Pariser Caféhäuser. Babeuf, „der treibende Geist der Verschwörung“, prüft die Kampfstärke: 17 000 Mann. Er hat überhaupt kein Geld  und zählt auf das Arbeiterviertel Saint-Marceau. Der Hauptmann der 38. Halbbrigade Grisel bereitet die Unterstützung des geplanten Aufstandes durch die Generäle Fion und Rossignol vor. Der Verschwörer Drouet spricht seinen Zweifel an Babeufs Ideen aus: Der französische Bauer werde seinen Boden den „Gleichen“ nie und nimmer überlassen.
Grisel erweist sich als Verräter. Die Erkenntnis kommt zu spät. Darthé hat Grisel in den inneren Kreis der Verschwörer eingeführt; hat ihm das Versteck Babeufs gezeigt. Die Gleichen werden verhaftet. Ein Versuch zur Befreiung  Babeufs scheitert.
Drouet ist in Freiheit geblieben. Die Freunde außerhalb des Gefängnisses schweigen. Ist Babeuf ein Träumer? Babeuf bittet Lepeletier, falls dieser freikommen sollte, sich um die Erziehung seiner Kinder zu kümmern. Der älteste Sohn will Buchdrucker werden.
Das Direktorium bandelt mit den Royalisten an. Der Oberste Gerichtshof prozessiert gegen die 47 verhafteten Gleichen in der Vendômer Trinité-Abtei. Babeuf denkt nicht an sich; will zuerst die Freunde retten. Alle Angeklagten halten gegen Grisel, den Zeugen der Anklage, zusammen. Dadurch kommt zum Beispiel der Marquis de Antonelle, gegen den Grisel bei all seinem Belastungseifer nichts einfällt, frei. Babeuf benötigt zehn Stunden für den Vortrag seiner Verteidigungsrede vor den Geschworenen. In dieser Ansprache definiert er Glück als Zustand, in dem es kein Mein und Dein gibt. Maria Babeuf schluchzt unter den Zuschauern im Gerichtssaal auf, als ihr Gatte auf den Hungertod der gemeinsamen Tochter anspielt. Vier Geschworene möchten Babeuf freisprechen. Dann wird er doch zusammen mit Darthé in den Tod geschickt. Die anderen kommen mit Deportation in eine äquatoriale französische Kolonie davon. Babeufs Suizidversuch misslingt. Grisel erhält einen Ehrendegen und dreißig Franken in Silber.

## Deutschsprachige Ausgaben
- Ilja Ehrenburg: Die Verschwörung der Gleichen. Das Leben des Gracchus Babeuf. Übersetzung aus dem Russischen von Hans Ruoff. Malik-Verlag, Berlin 1929 (verwendete Ausgabe)